# Landing Craft Support
Le Landing Craft Support (Large) riclassificate successivamente Landing Ship Support, Large sono state navi da assalto anfibio utilizzati dalla US Navy nella seconda guerra mondiale nel Pacifico, principalmente per il supporto alle forze di sbarco su spiagge. Vennero anche utilizzate con compiti di picchetto radar e nella lotta antincendio.
La designazione originale era LCS(L)(3), che stava per "Landing Craft Support (Large) Mark 3" e nel 1949 riclassificate LSSL che stava per "Landing Ship Support, Large".
Le unità realizzate furono in totale 130 in tre diversi stabilimenti: Lawley & Sons, George (Neponset, MA); Commercial Iron Works (Portland, OR); Albina Engine Works (Portland, OR) e potevano essere costruite in soli 10 giorni e ultimare poi l'allestimento in un paio di settimane.

## Caratteristiche
Le unità vennero realizzate sullo stesso scafo delle Landing Craft Infantry, con una lunghezza di 48.3 metri un dislocamento di 250 tonnellate e un'immersione di 1,7 metri a pieno carico. L'ancora era a poppa.
L'apparato motore era costituito da otto motori diesel in due banche da quattro con due assi portaelica a cui era collegato un banco di motori, con una potenza totale di 1600 hp che consentivano una velocità massima di 16,5 nodi con una velocità di crociera di 12 nodi che consentivano un'autonomia di 5500 miglia.
L'armamento principale era costituito da dieci lanciarazzi, posizionati verso la zona prodiera, e tre cannoni. A prua vi era un cannone da 76/50mm utile sia in funzione antiaerea che per il tiro contro bersagli costieri e un impianto antiaereo da 40mm singolo o binato, con un altro impianto antiaereo binato da 40mm nella zona poppiera. Completavano l'armamento quattro mitragliere da 20mm e quattro mitragliatrici da 12,7mm e nella zona prodiera erano collocati degli idranti antincendio.
Le navi erano dotate di un generatore di fumo che veniva utilizzato per oscurare i mezzi da sbarco che si avvicinavano alla spiaggia.

## Seconda guerra mondiale
La realizzazione di queste unità venne decisa in seguito alla battaglia di Tarawa che aveva mostrato come l'intervallo di tempo tra la fine del bombardamento costiero da parte delle navi di grandi dimensioni e l'arrivo dei mezzi da sbarco sulla spiaggia, permetteva ai difensori di riorganizzarsi e questo tipo di unità di supporto venne progettato per colmare questo vuoto.
Il primo impiego di queste navi nel teatro del Pacifico è stato nella battaglia di Iwo Jima. Dopo aver preso parte allo sbarco di Okinawa molte di queste navi vennero utilizzate con funzioni picchetto radar.
Nella campagna del Borneo queste unità hanno preso parte agli sbarchi a Tarakan e Balikpapan.

## Dopoguerra
Al termine del conflitto le navi superstiti tornarono negli Stati Uniti. Alcuni vennero riallestite per la guerra di Corea, molte vennero trasferite a nazioni amiche come Giappone, Francia, Corea del sud, Grecia e altre nazioni, tra cui l'Italia dove queste unità vennero utilizzate come unità da pattugliamento costiero costituendo la Classe Alano.
Solo due di queste unità sono ancora esistenti: una modificata come barca da pesca, un'altra in Thailandia è stata preservata nella sua configurazione molto simile all'originale e su richiesta di un'Associazione Nazionale di Veterani di guerra di queste unità il 10 novembre 2007 è stata autorizzata al rientro negli Stati Uniti dove è in corso il suo restauro per l'eventuale impiego come nave museale a Vallejo in California, presso il Mare Island Historic Park.